# Circa Survive
Circa Survive – amerykański zespół grający progresywnego rocka, pochodzący z Filadelfii, na przedmieściach Doylestown w Pensylwanii, utworzony w 2004 roku. Wokalistą zespołu jest Anthony Green, wchodzący kiedyś w skład grupy Saosin, oraz członek nieistniejącego już zespołu This Day Forward i Taken.
Zespół szybko zdobył rozgłos na scenie indie w przeciągu dwóch lat ze swoim pierwszym albumem, Juturna, wydanym 9 kwietnia 2005 roku i drugim, On Letting Go, wydanym 29 maja 2007. Oba albumy wypuszczone zostały pod wydawnictwem Equal Vision Records. Ich trzeci album, Blue Sky Noise miał premierę 20 kwietnia 2010, album wydało Atlantic Records. Po rozstaniu z wydawnictwem, czwarty album, Violent Waves został opublikowany niezależnie 28 sierpnia 2012. Piąty album, Descensus, wydany został przez Sumerian Records 24 listopada 2014 roku.

## Historia

### Formacja zespołu (2004 – 2005)
Wokalista Anthony Green opuścił zespół Saosin w 2004, wspominając później, że „był zbyt przestraszony; bał się być zaangażowany”. Green spotkał się z Colinem Frangicetto, przyjacielem, z którym grywał podczas jego pobytu i postanowili razem nagrywać i werbować członków. W ten sposób Circa Survive powstało.
Frangicetto i Green, z pełnym wsparciem od Equal Vision Records, przyjęli Brendana Ekstroma. Ekstrom był wcześniej w poprzednim zespole Frangicetto, This Day Forward, który wtedy niedawno się rozpadł. Gdy zespół jeszcze istniał, byli na trasie z zespołem Taken, z którego przekonali basistę, Nicka Beard’, aby dołączył do Circa Survive. Zespół poznał Stephena Clifforda przez Vadima Tavera z zespołu Marigold (a także This Day Forward); „Steve grał z nami przez tydzień i od tamtego czasu już został”, mówił Frangicetto.

### The Inuit Sessions (2005)
Pierwsze wydawnictwo Circa Survive, było EP-ką zatytułowaną The Inuit Sessions z 18 marca 2005. Zawierało ono cztery utwory: „Act Appalled”, „Handshakes at Sunrise”, „The Great Golden Baby” i „Suspending Disbelief”.

### Juturna (2005 – 2006)
Pierwszy album, Juturna został wydany 19 kwietnia 2005 roku w Stanach Zjednoczonych i 31 stycznia 2006 w Japonii za pośrednictwem Equal Vision Records. Początkowo został zapowiedziany przez stronę MySpace zespołu w kwietniu 2004 roku. Bez dodatkowych szczegółów, zespół zapewnił, że będą informować fanów na bieżąco przez ich stronę www, MySpace, PureVolume i YouTube. Na krótko przed oficjalną premierą, album został w całości udostępniony na MySpace. Juturna zadebiutował na 183. miejscu rankingu Billboard 200. Producentem był Brian McTernan w Salad Days Studios w Baltimore.
Zespół przy tworzeniu albumu inspirował się powieścią „Dom z Liści”. Podczas Q&A 20 kwietnia 2010, Brendan zaprzeczył twierdzeniom, jakoby Juturna był wzorowany na filmie „Zakochany bez pamięci”, mówiąc jednak, że istnienie podobieństwo w założeniach. Fani teoretyzują, że konceptem są ludzkie wspomnienia. „Oh, Hello” zdaje się podpierać teorię swoim tekstem. Decyzja by nazwać bonusowy utwór który następuje po ciszy w 8:56 utworu „Meet Me In Montanuk”, „House of Leaves” była wspólna dla fanów i zespołu, gdyż początkowo nie posiadał on swojej nazwy. Nazwa przyjęła się na stałe, po tym jak fani nazywali piosenkę właśnie w ten sposób. Różni członkowie przyznawali, że przeczytali choć część powieści z czasem po premierze albumu.
Wydźwięk albumu charakteryzował się widocznym wykorzystaniem melodii dwóch gitar modyfikowanymi wieloma efektami, przy polirytmicznej perkusji. Gitarzyści przy tworzeniu utworów czerpali inspiracje charakterystyczne dla jazzu i shoegaze. Album od wydania stał się ogromną inspiracją dla społeczności post-hardcore. Członkowie zespołu wskazywali na King Crimson, Björk Guðmundsdóttir, Thee Silver Mt. Zion Memorial Orchestra, oraz Godspeed You! Black Emperor, jako inspiracje do brzmienia albumu.

### On Letting Go (2007 – 2008)
On Letting Go jest drugim albumem studyjnym. Wydany 29 maja 2007 przez Equal Vision Records, zdobył 24. miejsce w amerykańskim Billboard 200, sprzedając około 24000 kopii w ciągu pierwszego tygodnia. Do 11 lipca 2007, sprzedano 51 357 kopii albumu w samym USA.
Tak jak w przypadku poprzednich wydawnictw, Esao Andrews zaprojektował okładkę, a Brian McTernan był producentem. Wydźwięk zespołu nie zmienił się drastycznie. Wciąż był dokładny i delikatny, z gitarami i perkusją bardziej zgraną ze sobą (przy czym nadal rozbiegającymi się od siebie, gdy zaszła potrzeba) oraz bardziej widoczną gitarą basową. Tekstowo, zespół „przywołuje czasy, gdy mglista liryka i brawurowa introspekcja były niezbędne dla autentyczności i ponadczasowości”.
Wiosną 2008 roku, Circa Survive wydali B-stronę zatytułowaną „1000 Witnesses” poprzez fundację Invisible Children, by wspomóc zbiórkę pieniędzy dla sprawy. W czerwcu 2008 roku, wypuścili również B-stronę „The Most Dangerous Commercials”, jako pomoc dla lokalnego sklepu muzycznego Siren Records w Doylestown w Pensylwanii.

### Blue Sky Noise i Appendage (2008 – 2010)
Po odbyciu trasy jako support dla Thrice i Pelican, zespół powrócił do Filadelfii, żeby zająć się tworzeniem nowego, nienazwanego wtedy albumu. Pod koniec 2008 roku zagrali kilka koncertów we wschodnich Stanach i cztery w Południowej Kalifornii w lutym 2009 roku. Po nich, zespół nie dawał koncertów aż do czasu trasy związanej z nowym albumem. Anthony Green rozwijał się do tego czasu jako gitarzysta, co stanowiło główny wpływ na Blue Sky Noise, który zespół określił jako całkowicie nowy rozdział w ich działalności.
3 sierpnia poinformowali o rozpoczęciu nagrań do trzeciego albumu w Toronto i o wybraniu Davida Bottrilla jako producenta. A także o zmianie wydawnictwa na Atlantic Records. We wpisie na Twitterze napisali, że będą nagrywali 16 utworów, jednak nie wszystkie z nich pojawią się na albumie studyjnym. Nagrania w studio zakończyły się pod koniec października 2009 roku, a proces miksowania 1 lutego 2010, przez producenta Rich Costeya.
16 lutego 2010, zapowiedziano nazwę albumu, Blue Sky Noise oraz datę premiery na 20 kwietnia 2010. Album mógł być zamawiany wcześniej, a tym którzy to zrobili oferowano cyfrową kopię na tydzień przed premierą oraz singiel „Get Out” do pobrania po opłaceniu zamówienia. Album zajął 11. miejsce na rankingu Billboard 200, najwyżej spośród dotychczas wydanych.
18 października 2010 roku, MySpace Transmissions opublikowało live EP z pięcioma utworami z Blue Sky Noise, a także coverem Nirvany, „Scentless Apprentice”.
Druga EP-ka, Appendage, została wydana 30 listopada 2010 roku. Zawierała 5 utworów: „Sleep Underground” (Demo), „Stare Like You’ll Stay”, “Everyway”, “Backmask” oraz “Lazarus”.

### Violent Waves (2012 – 2014)
16 kwietnia 2012 roku Circa Survive rozpoczęli nagrywać ich czwarty album. 25 czerwca 2012 otwarto stronę internetową z preorderem, na której podano datę premiery, 28 sierpnia 2012 i to, że będzie wydany niezależnie. Udostępniono wtedy nową piosenkę, „Suitcase”.
3 marca 2014 roku zapowiedziano za pośrednictwem Pitchfork, że Circa Survive będzie wydawać 7-calowy winylowy split z zespołem Sunny Day Real Estate dla Record Store Day 2014 (19 kwietnia). Split zawiera „Lipton Witch” Sunny Day Real Estate – nowy utwór zespołu od 14 lat – oraz „Bad Heart” od Circa Survive, B-side nagrany po premierze albumu Violent Waves.

### Descensus (2014 – aktualnie)
W połowie kwietnia 2014 roku, Circa Survive po raz kolejny weszli do Studio 4 w Conshohocken, aby nagrać ich piąty album. Producentem tym razem był Will Yip. Podczas sesji nagraniowych powstało 11 utworów, a prace nad nimi zakończone zostały w końcówce maja 2014. 19 maja 2014 roku, w wywiadzie z zespołem Saosin podczas Skate and Surf, Anthony Green zapowiedział, że nowy album pojawi się w okolicach jesieni.
15 sierpnia 2014, zespół ogłosił podpisanie kontraktu z Sumerian Records na wydanie piątego albumu oraz reedycji ich czwartego albumu, Violent Waves. W wywiadzie dla Alternative Press opublikowanym w sierpniu 2014, Green powiedział: „Kolejne wydawnictwo zespołu jest gotowe. Jesteśmy na ostatnich etapach miksowania w tej chwili.” „Ten album jest najbardziej agresywnym ze wszystkich jakie do tej pory stworzyliśmy. Także pierwszy, przy którego odsłuchiwaniu od początku do końca ani razu nie mieliśmy poczucia, że moglibyśmy jakieś partie nagrać lepiej. Każda piosenka ma takie momenty, w których myślę sobie, że przeszliśmy samych siebie.
Album zatytułowany Descensus został wydany 24 listopada 2014 roku. Okładka po raz kolejny została stworzona przez Esao Andrews. Wcześniej, bo 27 października, opublikowany został pierwszy singiel i teledysk zatytułowany „Schema”. Drugi singiel, „Only the Sun” ukazał się 5 listopada 2014. Na teledysku zostały przedstawione nagrania z trasy promującej album.
W styczniu 2017 zespół rozpoczął trasę koncertową z okazji 10-lecia albumu ‘On Letting Go’.

### Inspiracje
Circa Survive inspirowało się z gatunków soft rock, post-hardcore, experimental rock, emo, progressive rock, art rock oraz wykonawców muzyki pop.
W wywiadzie frontman Anthony Green zaznaczył, że jeden z jego ulubionych albumów jest Mapping an Invisible World zespołu Days Away.
Według Greena zespół wzorował się na Deftones, Paul Simon, dredg oraz Björk.
Green wspomina także Nirvana jako główną inspirację, co widać przy graniu coverów piosenek Nirvany.
Lirycznie album Blue Sky Noise jest oparty na zmaganiach Greena z zaburzeniami psychicznymi, z wieloma tekstami napisanymi podczas jego dobrowolnego 3-tygodniowego pobytu w zakładzie psychiatrycznym.

### Trasy koncertowe
Circa Survive odbywało trasy przy wielu okazjach. Zimą 2005 odbywali trasę z My Chemical Romance i Thrice. Tamtego lata także byli co-headlinerami podczas trasy. Zespół także otwierał dla Mutemath, Mae oraz Dredg przy koncertach z tras tamtych grup. Circa Survive zagrało na festiwalu The Bamboozle w 2005, 2006, 2007, 2008 oraz 2011 roku w New Jersey. Zagrali kilka koncertów dla The Vans Warped Tour w 2005 roku. Na początku 2006 roku, odbyli trasę koncertową po Europie razem z Coheed and Cambria i Thrice, po ukończeniu trasy we wrześniu 2005 roku z grupą Motion City Soundtrack. Grali także z Saves The Day, Moneen i Pistolita. Latem 2006, po raz pierwszy zagrali jako główna gwiazda podczas The Twilight Army Tour, z grupami The Receiving End of Sirens, Days Away, Portugal. The Man, YouInSeries i Keating. Później, jesienią 2006, grali z Thursday, Rise Against i Billy Talent. Grali również podczas Rockstar Alternative Press Tour jako główna gwiazda razem z Cute Is What We Aim For, oraz As Tall As Lions jako wsparcie.
W kwietniu 2007 roku, zespół zagrał na Coachella arts and music festival w Indio, Kalifornia. Latem 2007, odbyli cały Vans Warped Tour wspólnie z zespołami Coheed and Cambria, The Used, Anberlin i Bad Religion. Circa Survive otwierało dla koncertów My Chemical Romance w Worcester, a także Australii I Nowej Zelandii. 14 września 2007, w Brixton academy otwierali koncert dla Thirty Seconds to Mars. Następnie odbyli trasę w listopadzie 2007, z Ours, Fear Before, Dear and the Headlights i The Dear Hunter. Na sylwester 2007 zagrali koncert z Thursday I The Gaslight Anthem w The Starland Ballroom w Sayereville, New Jersey. Grupa brała udział w Kerrang! 2008 Tour z Madina Lake, Coheed and Cambria I Fightstar. 24 stycznia 2008 zapowiedziano wiosenną trasę z Thrice and Pelican.
Circa Survive jest znane z dodawania do swoich występów różnych rekwizytów czy elementów humorystycznych. Anthony Green często ubierał sukienki podczas koncertów na świeżym powietrzu, np. podczas The Bamboozle w 2006 i The Vans Warped Tour w 2007 roku.
W 2010 roku, gdy skończono prace nad albumem Blue Sky Noise, zespół zaczął występować w zachodnio-środkowych Stanach Zjednoczonych w marcu, często towarzyszyły im grupy Good Old War i The Christmas Lights. Zespół zagrał w corocznym festiwalu SXSW w Austin, Teksas, odbywającym się od 18 do 24 marca. Byli także w Anaheim na the Hoodwink Festival 26 marca i The Bamboozle 27 marca. Miesiąc później,20 kwietnia, wraz z premierą albumu Blue Sky Noise rozpoczęli trasę z Coheed and Cambria i Torche, zaczynając w Charlotte, kończąc 29 maja w Atlantic City. 19 czerwca, zagrali w Santa Monica Beach w The Pac Sun Beach Ballyhoo, które zostało przedwcześnie zakończone z powodu zbyt dużej ilości ludzi na miejscu. Po 11-dniowej trasie na zachodnim wybrzeżu USA, zespół udał się na trasę po Europie razem z Middle Class Rut, zaczynając 6 września w Hamburgu, a kończąc w Nottingham 18 września. Ich występ w Londynie 15 września był nadawany na żywo w Internecie i przyciągnął ponad 43 000 widzów.
Następnie rozpoczęli trasę Blue Sky Noise tour w USA, z zespołami Animals as Leaders, Dredg i Codeseven. Zaczęli 15 października 2010 w Hartford, Connecticut i skończyli 13 grudnia w Bakersfield, Kalifornia. W styczniu 2011 roku grali razem z Anberlin i Foxy Shazam. 17 lutego 2011, zespół zagrał z Timeout Jimmy w Rutgers Students Center w Uniwersytecie Rutgers w New Brunswick, New Jersey. Otwierali także koncerty dla Linkin Park podczas A Thousand Suns Tour w Dallah i Houston, Teksas.
Circa Survive odbywała trasę z My Chemical Romance jako zespół otwierający, wspólnie z Architects, na The World Contamination Tour.
Circa Survive odbyła trasę albumu Violent Waves, która zaczęła się 13 września w New Haven, Connecticut i skończyła się 27 października 2012 w Sayreville, New Jersey. Balance and Composure, O’Brother i Touché Amoré towarzyszyli jako zespoły otwarcia. Podczas tej trasy odbyło się 33 koncertów.
W kwietniu 2013, Circa Survive odbyło trasę w Malezji, Singapurze i 27 kwietnia na the Pulp Summer Slam XIII „Til Death Do Us Part” festiwalu w Manili, na Filipinach. Pojawili się tam również Dragonforce, Amoral, Cannibal Corpse, Coheed and Cambria, As I Lay Dying, A Skylit Drive i cztery lokalne zespoły.
Circa Survive zapowiedziało, że będzie towarzyszyć Minus the Bear podczas „Waves Overhead” od 6 do 30 marca 2013.
16 października 2013 ogłoszono, że zespół zagra specjalny koncert z okazji zbliżającego się końca roku, 28 grudnia w the Shrine Expo Hall w Los Angeles. Zespół będzie grał „rozszerzony set najlepszych piosenek ze wszystkich albumów, razem z kilkoma niespodziankami i specjalnymi gośćmi”. Występ będzie nagrany dla DVD dołączanego do nowej edycji albumu Violent Waves 9 września 2014 roku.
6 stycznia 2015 poinformowano o tym, że zespół wystąpi trzeciego dnia Coachella Valley Music & Arts Festival w Indio, Kalifornia.
29 stycznia 2015 zespół ogłosił, że będzie odbywał trasę wiosną 2015 roku z Balance and Composure oraz Chon.
11 października 2016 ogłoszono On Letting Go Ten Year Anniversary Tour z MewithoutYou i Turnover. Podczas trasy utwory zostaną zagrane według kolejności, w jakiej pojawiły się na albumie On Letting Go, razem z niewydanymi, które powstały w procesie pisania albumu.

## Skład zespołu
- Anthony Green – wokal (2004 – aktualnie)
- Brendan Ekstrom – gitara rytmiczna (2004 – aktualnie)
- Colin Frangicetto – gitara prowadząca, wokal wspierający (2004 – aktualnie)
- Nick Beard – gitara basowa, wokal wspierający (2004 – aktualnie)
- Steve Clifford – perkusja (2004 – aktualnie)

## Dyskografia[1]

### Albumy studyjne
- 2005 – Juturna
- 2007 – On Letting Go
- 2010 – Blue Sky Noise
- 2012 – Violent Waves
- 2014 – Descensus

### Minialbumy
- 2005 – The Inuit Sessions
- 2010 – B-Sides
- 2010 – Appendage